# Fäktning vid olympiska sommarspelen 1992
Vid olympiska sommarspelen 1992 i Barcelona avgjordes åtta grenar i fäktning, sex för män och två för kvinnor, och tävlingarna hölls mellan 30 juli och 7 augusti 1992 i Palau de la Metal-lúrgia. Antalet deltagare var 305 tävlande från 42 länder.

## Medaljfördelning
| Medaljfördelning |           |      |        |       |        |
| Placering        | Nation    | Guld | Silver | Brons | Totalt |
| 1                | Italien   | 2    | 1      | 0     | 3      |
| 1                | Tyskland  | 2    | 1      | 0     | 3      |
| 3                | Frankrike | 2    | 0      | 3     | 5      |
| 4                | OSS       | 1    | 2      | 2     | 5      |
| 5                | Ungern    | 1    | 2      | 0     | 3      |
| 6                | Kuba      | 0    | 1      | 1     | 2      |
| 7                | Kina      | 0    | 1      | 0     | 1      |
| 8                | Polen     | 0    | 0      | 1     | 1      |
| 8                | Rumänien  | 0    | 0      | 1     | 1      |

## Medaljörer

### Herrar
| Gren                            | Guld                                                                                        | Silver | Brons |
| Värja, individuellt Detaljer…   | Éric Srecki (FRA)                                                                           | Pavel Kolobkov (EUN)                                                                                             | Jean-Michel Henry (FRA)                                                                                    |
| Värja, lag Detaljer…            | Tyskland Elmar Borrmann Robert Felisiak Arnd Schmitt Uwe Proske Wladimir Reznitschenko      | Ungern Iván Kovács Krisztián Kulcsár Ferenc Hegedűs Ernő Kolczonay Gábor Totola                                  | OSS Pavel Kolobkov Andrej Sjuvalov Sergei Kravtjuk Sergei Kostarev Valerij Zacharevitj                     |
| Florett, individuellt Detaljer… | Philippe Omnes (FRA)                                                                        | Sergei Golubitskj (EUN)                                                                                          | Elvis Gregory (CUB)                                                                                        |
| Florett, lag Detaljer…          | Tyskland Udo Wagner Ulrich Schreck Thorsten Weidner Alexander Koch Ingo Weissenborn         | Kuba Elvis Gregory Guillermo Betancourt Scull Oscar García Perez Tulio Diaz Babier Hermenegildo Garcia Marturell | Polen Marian Sypniewski Piotr Kiełpikowski Adam Krzesiński Cezary Siess Ryszard Sobczak                    |
| Sabel, individuellt Detaljer…   | Bence Szabó (HUN)                                                                           | Marco Marin (ITA)                                                                                                | Jean-François Lamour (FRA)                                                                                 |
| Sabel, lag Detaljer…            | OSS Grigorj Kirijenko Aleksandr Sjirshov Heorhij Pohosov Vadim Gutzeit Stanislav Pozdnjakov | Ungern Bence Szabó Csaba Köves György Nébald Péter Abay Imre Bujdosó                                             | Frankrike Jean-François Lamour Jean-Phillippe Daurelle Franck Ducheix Hervé Grainger-Veyron Pierre Guichot |

### Damer
| Gren                            | Guld | Silver                                                                                          | Brons                                                                                      |
| Florett, individuellt Detaljer… | Giovanna Trillini (ITA)                                                                                    | Wang Huifeng (CHN)                                                                              | Tatiana Sadovskaja (EUN)                                                                   |
| Florett, lag Detaljer…          | Italien Diana Bianchedi Francesca Bortolozzi-Borella Giovanna Trillini Dorina Vaccaroni Margherita Zalaffi | Tyskland Sabine Bau Zita Funkenhauser Annette Dobmeier Anja Fichtel-Mauritz Monika Weber-Koszto | Rumänien Reka Szabo-Lazar Claudia Grigorescu Elisabeta Tufan Laura Badea Roxana Dumitrescu |

## Deltagande nationer
Totalt deltog 305 fäktare (234 män och 71 kvinnor) från 42 länder vid de olympiska spelen 1992 i Barcelona.
| | | | |
| - Argentina (5) - Australien (2) - Brasilien (4) - Colombia (2) - Costa Rica (1) - Egypten (1) - Estland (2) - Filippinerna (1) - Frankrike (20) - Grekland (1) - Honduras (1) | - Hongkong (3) - Indonesien (2) - Irland (1) - Israel (1) - Italien (20) - Japan (6) - Kanada (16) - Kina (15) - Kuba (5) - Kuwait (1) - Libanon (2) | - Nya Zeeland (1) - IOP (1) - OSS (20) - Paraguay (2) - Polen (20) - Portugal (4) - Rumänien (15) - Saudiarabien (1) - Schweiz (3) - Singapore (2) | - Spanien (17) - Storbritannien (15) - Sverige (6) - Sydafrika (5) - Sydkorea (15) - Tjeckoslovakien (5) - Tyskland (20) - Ungern (20) - USA (16) - Österrike (5) |